# AIM-97 Seekbat
Seekbat ([ˈsiːkbæt] чит. «Си́кбэт», с англ. неологизм «летучая мышь-ищейка», войсковой индекс — AIM-97) — американская управляемая ракета класса «воздух—воздух» дальнего действия. Предназначалась для борьбы с советскими реактивными истребителями и разведывательными самолётами типа МиГ-25 (разработчики ракеты отталкивались от известных и предполагаемых лётно-технических характеристик указанного летательного аппарата). Была разработана корпорацией «Дженерал дайнемикс» по заказу ВВС США. Разработка велась в первой половине 1970-х гг..

## Предыстория
Разработке ракеты способствовала некорректная оценка американским военным командованием боевых возможностей и лётно-технических характеристик МиГ-25, весьма завышенных как показали дальнейшие события. В силу скудности имеющихся данных о данном самолёте, он позиционировался в США и странах НАТО как советский «супер-истребитель», что и обусловило появление проектов типа «Сикбэт» (одновременно по линии ВМС США шла разработка УРВВ дальнего действия «Феникс», позже принятой на вооружение) и других мер защиты от него, отталкивавшихся от завышенной оценки ЛТХ данного самолёта. Впоследствии, побег Беленко в Японию в сентябре 1976 года и возможность ознакомиться с устройством МиГ-25 подтвердили исходно завышенную оценку американцами данного самолёта.

## История
Контроль за ходом проекта от стороны-заказчика был возложен на Центр разработки и испытания вооружения ВВС США (Armament Development and Test Center) в Эглине, штат Флорида, который отвечал за лётные испытания опытных прототипов ракет. Испытательные пуски ракет по беспилотным самолётам-мишеням начались в конце 1972 года, но уже к началу 1976 года программа работ была закрыта

## Устройство
Двухрежимная головка самонаведения требовала захват цели пилотом или оператором бортового вооружения перед пуском, при этом позволяла вести обстрел как на встречных, так и на догонных курсах.

## Тактико-технические характеристики
Источники информации : 
Общие сведения
- Самолёт-носитель —  F-15, F-4
- Категории поражаемых целей — одиночные средства воздушного нападения типа «реактивный самолёт»

Система наведения
- Устройство наведения ракеты на цель — двухрежимная головка самонаведения
- Тип головки самонаведения — полуактивная радиолокационная (маршевый участок), пассивная инфракрасная (терминальный участок)

Зона обстрела
- Досягаемость по высоте — 24 км
- Максимальная дальность до цели — 90 км

Аэродинамические характеристики
- Аэродинамическая компоновочная схема — нормальная
- Маршевая скорость полёта — свыше 3700 км/ч

Массо-габаритные характеристики
- Длина — 4600 мм
- Диаметр корпуса — 340 мм
- Размах оперения — 1080 мм
- Масса — 590 кг

Боевая часть
- Тип БЧ — осколочно-фугасная с готовыми поражающими элементами
- Тип предохранительно-исполнительного механизма — дистанционного действия, комбинированный, срабатывание на объём

Двигательная установка
- Тип ДУ — РДТТ с двухступенчатой тягой, Aerojet MK 27

## Комментарии
1. ↑  Поскольку МиГ-25 по классификации США и НАТО имел словесное название Foxbat («летучая лисица»), название ракеты, предназначенной для поражения МиГ-25, является производным от него неологизмом, в значении «охотница на летучую лисицу».